# Andrena amamiensis
Andrena amamiensis là một loài Hymenoptera trong họ Andrenidae. Loài này được Hirashima mô tả khoa học năm 1960.